# Seixanta-u
El seixanta-u és un nombre natural que segueix el seixanta i precedeix el seixanta-dos. És un nombre primer, que s'escriu 61 o LXI segons el sistema de numeració emprat.
Ocurrències del seixanta-u:
- Designa l'any 61 i el 61 aC.
- És el prefix telefònic internacional d'Austràlia.[2]
- És el novè exponent —després del 31 i abans del 89— que genera un nombre primer de Mersenne, com va descobrir Pervushin l'any 1883: 261–1 = 2305843009213693951, que és un nombre primer.[3]